# Ludington (Wisconsin)
Ludington es un pueblo ubicado en el condado de Eau Claire en el estado estadounidense de Wisconsin. En el Censo de 2010 tenía una población de 1.063 habitantes y una densidad poblacional de 8,92 personas por km².

## Geografía
Ludington se encuentra ubicado en las coordenadas 44°48′35″N 91°9′33″O / 44.80972, -91.15917. Según la Oficina del Censo de los Estados Unidos, Ludington tiene una superficie total de 119.21 km², de la cual 118.82 km² corresponden a tierra firme y (0.33%) 0.39 km² es agua.

## Demografía
Según el censo de 2010, había 1.063 personas residiendo en Ludington. La densidad de población era de 8,92 hab./km². De los 1.063 habitantes, Ludington estaba compuesto por el 97.08% blancos, el 0.28% eran afroamericanos, el 0.38% eran amerindios, el 0.56% eran asiáticos, el 0% eran isleños del Pacífico, el 0.28% eran de otras razas y el 1.41% pertenecían a dos o más razas. Del total de la población el 1.03% eran hispanos o latinos de cualquier raza.